# Oreszene (obwód Łowecz)
Oreszene (bułg. Орешене) – wieś w Bułgarii, w obwodzie Łowecz, w gminie Jabłanica. Według danych szacunkowych Ujednoliconego Systemu Ewidencji Ludności oraz Usług Administracyjnych dla Ludności, 15 września 2022 roku miejscowość liczyła 361 mieszkańców.